# Beatrice Mintz
Beatrice Mintz (New York, 24 gennaio 1921 – Elkins Park, 3 gennaio 2022) è stata una genetista, biologa e ricercatrice sul cancro statunitense che ha contribuito alla comprensione della modificazione genetica, della differenziazione cellulare e del cancro, in particolare del melanoma.  Mintz è stata una pioniere delle tecniche di ingegneria genetica ed è stata tra i primi scienziati a generare mammiferi sia chimerici che transgenici.
Nel 1996, condivise la prima edizione del March of Dimes Prize in Developmental Biology con Ralph L. Brinster per il loro lavoro nello sviluppo di topi transgenici. Gran parte della sua carriera è stata trascorsa al Fox Chase Cancer Center di Filadelfia dove, nel 2002, fu nominata alla cattedra Jack Schultz in Scienze di base. Mintz fu membro sia dell'Accademia nazionale delle scienze degli Stati Uniti che della Pontificia Accademia delle scienze.

## Biografia
Beatrice Mintz nacque a New York il 24 gennaio 1921, da Samuel e Janie Stein Mintz, una coppia ebrea di Mykulynci, allora nella Galizia austriaca, ora in Ucraina. Si laureò magna cum laude all'Hunter College nel 1941 e poi studiò alla New York University per un anno. A causa delle quote antisemite per l'ammissione ai college della costa orientale, frequentò l'Università dell'Iowa, dove conseguì un master nel 1944 e il dottorato di ricerca nel 1946, studiando gli anfibi con Emil Witschi.

## Carriera
Dopo la laurea, Mintz accettò una cattedra di scienze biologiche presso l'Università di Chicago  (1946–60, interrotta da studi all'estero: Mintz ottenne una borsa di ricerca Fulbright presso le università di Parigi e Strasburgo nel 1951). Nel 1960 si trasferì all'Istituto per la ricerca sul cancro del Lankenau Hospital Research Institute, che divenne il Fox Chase Cancer Center nel 1974, dove rimase nella facoltà. A metà degli anni '50, Mintz spostò il focus della sua ricerca dagli anfibi ai mammiferi e divenne una pioniera nella transgenesi dei mammiferi. Nel 1965 divenne professore a contratto presso l'Università della Pennsylvania.

### La ricerca
Mintz e Andrzej K. Tarkowski realizzarono indipendentemente le prime chimere embrionali di topo negli anni '60 aggregando due embrioni allo stadio di otto cellule. I topi risultanti si sono sviluppati normalmente e i loro tessuti erano una miscela di cellule derivate dai due embrioni donatori.  Mintz continuò a creare embrioni chimerici vitali contenenti blastomeri provenienti da un massimo di quindici diversi topi da laboratorio. Ha sviluppato una tecnica che prevedeva la miscelazione in vitro di cellule di un ceppo di topo nero con blastocisti di topi bianchi o marroni. Ha poi trasferito chirurgicamente questi embrioni precoci in madri surrogate e, dopo la nascita, ha tracciato il contributo tissutale di ciascun tipo di cellula apportato studiando il colore del mantello.  La sua tecnica di fusione cellulare ha avuto successo dove altri avevano fallito a causa della scelta di rimuovere la zona pellucida con il trattamento con pronasi, piuttosto che fisicamente. Dal 1967 Mintz ha creato più di 25.000 figli utilizzando questa tecnica.
Mintz ha dimostrato che le cellule tumorali del teratocarcinoma potrebbero essere riprogrammate per contribuire alla salute di un topo se combinate con cellule embrionali di topo normali  attraverso otto anni di esperimenti utilizzando alcune delle prime colture di cellule staminali pluripotenti mai realizzate.
Mintz e Rudolf Jaenisch pubblicarono una svolta tecnologica nel 1974. Jaenisch all'epoca era un ricercatore post-dottorato presso l'Università di Princeton. Era interessato al motivo per cui si verificavano solo alcuni tipi di cancro quando iniettava virus nei topi adulti. Ispirato dal lavoro precedente di Mintz, voleva sapere se l'iniezione del virus negli embrioni allo stadio iniziale avrebbe comportato l'incorporazione del DNA e quali tipi di cancro si sarebbero verificati. Mintz accettò di lavorare con Jaenisch, che si unì al suo laboratorio come visiting fellow per nove mesi. Hanno dimostrato che il DNA di un virus, SV40 , potrebbe essere integrato nel DNA di topi in via di sviluppo e persistere fino all'età adulta senza apparente formazione di tumori.
Sebbene fossero colpite solo le cellule somatiche, il che significa che il DNA non sarebbe stato trasmesso alle generazioni future, questi furono i primi topi mai realizzati con DNA estraneo e questo esperimento dimostrò che mammiferi sani geneticamente modificati potevano essere creati da un'infezione virale. Utilizzando queste tecniche Mintz è stata in grado di stabilire la base genetica di alcuni tipi di cancro e, nel 1993, ha prodotto il primo modello murino di melanoma maligno umano.

### La morte
Mintz morì il 3 gennaio 2022, per insufficienza cardiaca, tre settimane prima del suo 101º compleanno. Negli ultimi anni soffriva di demenza.

## Premi (selezione)
- 1973 - Membro dell'Accademia Nazionale delle Scienze
- 1979 - Premio Rosenstiel[14]
- 1981 - Medaglia della Genetics Society of America[15]
- 1982 - Membro dell'American Philosophical Society[16]
- 1982 - Membro dell'American Academy of Arts and Sciences
- 1986 - Membro della Pontificia Accademia delle Scienze[17]
- 1998 - Premio Amory dell'American Academy of Arts and Sciences
- 1990 - Medaglia Ernst Jung per la medicina in oro
- 1993 - Donne eccezionali nella scienza, Accademia delle scienze di New York[18]
- 1996 - Premio March of Dimes in biologia dello sviluppo (con Ralph L. Brinster)[19]
- 2007 - Premio Pearl Meister Greengard
- 2011 - Premio Szent-Györgyi per il progresso nella ricerca sul cancro[20]
- 2012 - Premio AACR alla carriera nella ricerca sul cancro conferito dall'American Association for Cancer Research (AACR)[21]
- Cinque dottorati honoris causa